# Liste der Naturdenkmale in Schalksmühle
Die Liste der Naturdenkmale in Schalksmühle enthält die Naturdenkmale in Schalksmühle im Märkischen Kreis in Nordrhein-Westfalen.

## Naturdenkmale
| Bild | Bezeichnung  | Ortsteil                   | Lage                                                                                   | Bemerkung | Unter Schutz gestellt seit | Nummer     |
| ---- | ------------ | -------------------------- | -------------------------------------------------------------------------------------- | --- | -------------------------- | ---------- |
|      | 1 Eiche      | Schalksmühle-Wippekühl     | Wippekühl 4/4a (51° 14′ 10,4″ N, 7° 32′ 7,5″ O)                                        | Bei der Eiche handelt es sich um einen prägenden Hofbaum mit einem Stammumfang von 3,65 Meter und einem geschätzten Alter von 150 Jahren (2007).        | 2007                       | ND 77/299  |
|      | 1 Buche      | Schalksmühle-Lauenscheid   | nordöstlich Lauenscheid 2 (51° 14′ 55,7″ N, 7° 33′ 59,8″ O)                            | Die Buche abgängig (2007). | 1964                       | ND 174/191 |
|      | 1 Linde      | Schalksmühle-Hülscheid     | Hülscheid 9 (51° 15′ 42,2″ N, 7° 34′ 32,2″ O)                                          | Bei der Linde handelt es sich um einen prägenden Kirchplatzbaum mit einem Stammumfang von 3,60 Meter und einem geschätzten Alter von 150 Jahren (2007). | 1964                       | ND 177/194 |
|      | 1 Linde      | Schalksmühle-Everinghausen | Everinghausen 9 (51° 16′ 7″ N, 7° 33′ 19,3″ O)                                         | Bei der Linde handelt es sich um einen prägenden Hofbaum mit einem Stammumfang von 3,35 Meter und einem geschätzten Alter von 150 Jahren (2007).        | 1964                       | ND 180/198 |
|      | Hülsenhorste | Schalksmühle-Everinghausen | westlich von Everinghausen 2/nördlich der Landstraße (51° 14′ 55,7″ N, 7° 33′ 59,8″ O) | Die Hülsenhorste erstrecken sich von Westen nach Osten nördlich der Landstraße 561.                                                                     |                            | ND 171/188 |

## Ehemaliges Naturdenkmal
| Bezeichnung | Ortsteil     | Lage                                              | Bemerkung |
| ----------- | ------------ | ------------------------------------------------- | --- |
| Eiche       | Schalksmühle | Hälverstraße 49 (51° 14′ 16,1″ N, 7° 31′ 43,5″ O) | Die 2016 etwa 185 Jahre alte Eiche musste gefällt werden, da der straßenbildprägende Baum vom Lackporling befallen war. Wurzelstock und Stammfuß waren Anfang 2016 so stark zersetzt, dass die Standsicherheit nicht mehr gegeben war. |